# 1er Kōkūtai
Le  1er Kōkūtai (第一航空隊, dai ichi Kōkūtai) est un groupe d'aviation du service aérien de la Marine impériale japonaise pendant la Seconde Guerre mondiale.

## Histoire
Le 1er Kōkūtai est formé à Kanoya le 10 avril 1941 et placé sous le commandement du capitaine de vaisseau (海軍大佐, kaigun taisa) Keikichi Araki, tandis que le commandant en vol (Hikōtaichō (en)) de l'unité est le capitaine de corvette (海軍少佐, kaigun shōsa) Takeo Shimada. Le groupe est affecté lors de sa création à la 21e flottille de la 11e flotte aérienne. 
Il s'agit à l'origine d'une unité « spéciale » chargée d'accomplir des missions spécialisées pour une durée limitée. Il est d'abord équipé de 36 bombardiers Mitsubishi G3M et de 24 chasseurs Mitsubishi A5M. À partir de juillet 1941, le groupe mène des missions de bombardement et de patrouilles en Chine, au-dessus du Sichuan à partir de Hankou. En septembre de la même année (en préparation de la guerre du Pacifique), les chasseurs sont détachés du 1er Kōkūtai et envoyés renforcer d'autres groupes aériens tandis que les bombardiers sont affectés à des opérations au-dessus des Philippines et des Indes orientales néerlandaises durant la première phase de la guerre du Pacifique. Ils mènent ensuite des raids en Nouvelle-Guinée entre février et mars 1942. 
Le 1er Kōkūtai est réorganisé pour redevenir une unité mixte le 1er avril 1942. Des chasseurs lui sont à nouveau adjoints après que les bombardiers aient été déplacés à l'aérodrome de Taroa (en) dans les îles Marshall et affectés à la 24e flottille aérienne (en). Théoriquement doté de 27 chasseurs plus 9 appareils de remplacement, l'élément de chasse du Kōkūtai est cependant en sous-effectif, avec seulement 13 A5M disponibles, pilotés pour la plupart par des pilotes venus du Kōkūtai Chitose. Le secteur des îles Marshall est calme, ce qui permet aux pilotes de se consacrer principalement à l'entraînement. Ces derniers sont alors régulièrement prélevés pour aller renforcer d'autres groupes engagés dans de violents combats aérien dans d'autres secteurs.
Les quelques chasseurs restants du 1er Kōkūtai effectuent leurs dernières missions de combat à la mi-août 1942, en volant au-dessus de Makin, dans les îles Gilbert, pour essayer de repérer les sous-marins qui ont apporté sur l'île les Marines du raid de Makin, sans succès. Ils sont ensuite envoyés soutenir l'occupation de Nauru et de Banaba par les troupes japonaises.
Le 1er novembre 1942, les chasseurs du 1er Kōkūtai sont tous transférés au Kōkūtai Chitose, tandis que les bombardiers sont intégrés au 752e Kōkūtai,. Ces derniers poursuivent leur activité jusqu'à la fin de la guerre, mais ne sont pas traités par l'historiographie existante, qui se concentre presque uniquement sur l'aviation de chasse.

## Commandants
Un Kōkūtai est divisé en plusieurs niveaux de commandement. Le terme lui-même désigne à la fois l'unité aérienne mais aussi son personnel au sol et la base aérienne qui l'abrite. Cet ensemble est commandé par un Shirei. Le personnel navigant forme quant à lui un groupe désigné sous le nom d'Hikōtai et commandé par un hikōtaichō (en).
Shirei :
- Capitaine de vaisseau Keikichi Araki

Hikōtaichō :
- Capitaine de corvette Takeo Shimada

## Appareils utilisés
- Mitsubishi A5M[4]
- Mitsubishi G3M[4]